# دیوید دمراش
دیوید دمراش (به انگلیسی: David Damrosch) یک مورخ ادبی اهل آمریکا و عضو هیئت منتخب آکادمی هنر و علوم آمریکا است. او یکی از نظریه پردازان ادبیات تطبیقی در عصر حاضر است و نظریه «ادبیات جهان» او مورد استقبال شخصیت‌های علمی جهان قرار گرفته‌است. کتاب او با عنوان چگونه ادبیات بخوانیم؟ با ترجمه شبنم بزرگی توسط نشر چشمه منتشر شده است و در سی و هفتمین جایزه کتاب سال ایران به عنوان شایسته تقدیر برگزیده شد.